# Ken Forbus
Kenneth „Ken“ D. Forbus ist ein US-amerikanischer Informatiker auf dem Gebiet der Künstlichen Intelligenz und Kognitionswissenschaftler.
Forbus wurde 1984 am Massachusetts Institute of Technology promoviert in der Gruppe für Künstliche Intelligenz bei Gerald Jay Sussman (Qualitative Process Theory).   Er leitete die Gruppe Künstliche Intelligenz am Beckman Institute der University of Illinois at Urbana-Champaign, bevor er Professor an der Northwestern University wurde. 
Er befasst sich mit qualitativem Denken und Modellieren (qualitative Prozesstheorie), räumlichem Denken, analogem Denken und Lernen, Lernen natürlicher Sprache, automatisches Verständnis von Skizzen, und der Umsetzung in entsprechenden Computerprogrammen.
Mit Dedre Gentner entwickelte er ein formalisiertes System für Analoges Denken, die Structure-Mapping Engine (SEM).
In den 1980er Jahren arbeitete er am STEAMER Projekt von Bolt, Beranek and Newman mit und hat seitdem ein Interesse für intelligente Lernsysteme und Lernumgebungen. 
1992 wurde er Fellow der American Association for Artificial Intelligence und war 2011 deren Präsident und er ist Fellow der Cognitive Science Society und der Association for Computing Machinery.
2011 erhielt er einen Humboldt-Forschungspreis, mit dem er am Hanse-Wissenschaftskolleg in Delmenhorst (mit Dedre Gentner) und an der Universität Bremen (bei Christian Freksa) war.